# Stazione di Carpignano Sesia
Stazione di Carpignano Sesia vasútállomás Olaszországban, Carpignano Sesia településen.

## Vasútvonalak
Az állomást az alábbi vasútvonalak érintik:
- Biella–Novara-vasútvonal

## Kapcsolódó állomások
A vasútállomáshoz az alábbi állomások vannak a legközelebb:
- Stazione di Sillavengo
- Stazione di Ghislarengo